# Calanopia seymouri
Calanopia seymouri is een eenoogkreeftjessoort uit de familie van de Pontellidae. De wetenschappelijke naam van de soort is voor het eerst geldig gepubliceerd in 1969 door Pillai.